# Masakra w Akihabarze
Masakra w Akihabarze (jap. 秋葉原通り魔事件 Akihabara tōrima jiken) – incydent, który zdarzył się 8 czerwca 2008 w centrum handlowym znajdującym się w dzielnicy Akihabara w Tokio.

## Przebieg
Mężczyzna prowadząc dwutonową ciężarówkę Isuzu Elf wjechał w grupę osób, wskutek czego zginęły 3 osoby, następnie wysiadł i dźgnął nożem 12 innych osób, uśmiercając 4 z nich.

## Areszt i proces
Tokijska policja aresztowała 25-letniego wówczas Tomohiro Katō (jap. 加藤智大 Katō Tomohiro) (mieszkańca Susono), stawiając mu zarzuty usiłowania popełnienia morderstwa. Po zatrzymaniu sprawca masakry powiedział: „Przyjechałem do Akihabary zabijać ludzi. Świat mnie zmęczył. Każdy się nadawał. Byłem sam”. Prokuratura wnosiła o karę śmierci za masowe morderstwo. Jego rodzice podczas wywiadu telewizyjnego wyrazili współczucie i ubolewanie nad śmiercią zabitych.

## Wyrok
24 marca 2011 Sąd Okręgowy w Tokio skazał Katō na karę śmierci, uznając go za w pełni odpowiedzialnego za masakrę. Wyrok ten został podtrzymany 12 września 2012 przez Sąd Wyższy w Tokio i 2 lutego 2015 przez japoński Sąd Najwyższy. 26 lipca 2022 sprawca masakry został stracony przez powieszenie.

## Ofiary masakry
Lista na podstawie tekstu źródłowego.
- Kazunori Fujino – 19 lat
- Takahiro Kawaguchi – 19 lat
- Katsuhiko Nakamura – 74 lata
- Naoki Miyamoto – 31 lat
- Mitsuru Matsui – 33 lata
- Kazuhiro Koiwa  – 47 lat
- Mai Mutō – 21 lat

Dwójka z uśmierconych zmarła natychmiast po ataku, u pozostałej piątki wykazano asystolię podczas prób reanimacji. Późniejsza autopsja wykazała, iż trójka z nich umarła na skutek potrącenia pojazdem, pozostała czwórka na skutek obrażeń zadanych nożem.

## Galeria

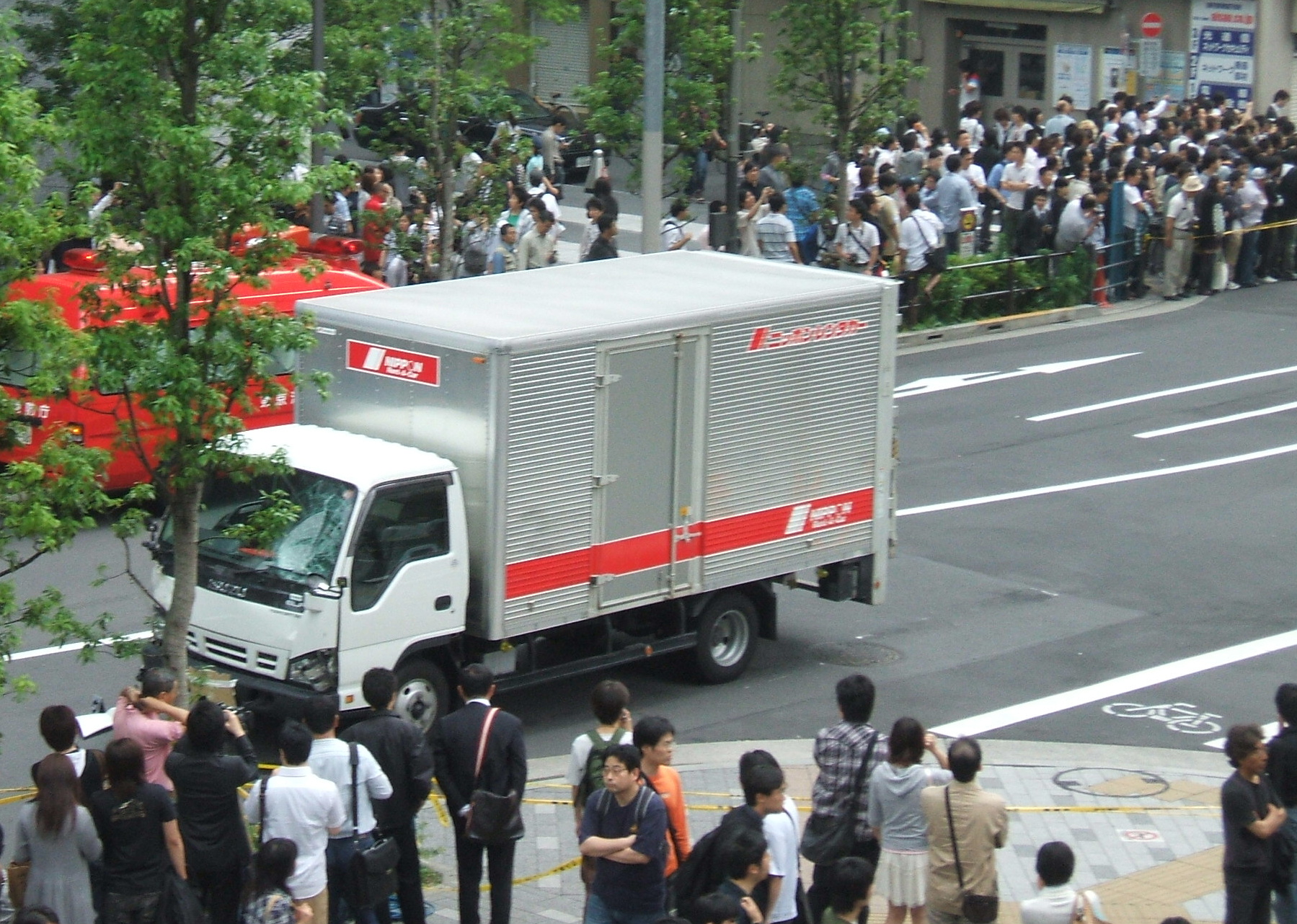
Ciężarówka użyta przez Katō do potrącenia osób
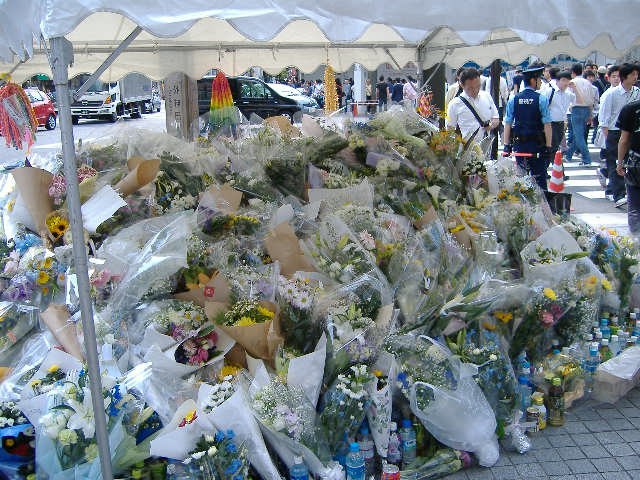
Prowizoryczny pomnik żałobny w Akihabarze